# Муане, Луи
Луи Муане (1768, Бурж — 21 мая 1853, Париж) — изобретатель хронографа.

## Биография
Луи Муане родился в Бурже, Франция в 1768 году. В школе выделялся своими способностями и завоевывал призовые места в конкурсах. Итальянский художник преподавал мальчику живопись. Страсть к часам заставляла Луи Муане проводить всё своё свободное время у часовых дел мастера. В двадцать лет Луи Муане мечтал только об Италии, обители изящных искусств. Он покинул Францию ради Рима, города, в котором он живёт пять лет, изучая архитектуру, скульптуру и живопись. В то же время, Луи Муане познакомился с членами Французской академии, в которой состояли лучшие художники того времени. Из Рима он направился во Флоренцию, где приобщился к искусству художественной огранки драгоценных камней в мастерской, подаренной графом Манфредини, министром великого герцога Тосканы. В то же время он написал несколько картин. По возвращении в Париж, Луи Муане назначили профессором Академии изящных искусств при Лувре. Он стал членом нескольких научных и художественных обществ и сотрудничал с выдающимися художниками и учёными, такими как астроном Лаланд, скульптор Томир и искусный создатель автоматов Робер-Уден, прозванный благодаря своим изобретениям «новатором магического искусства».

## Часовое искусство
Параллельно, Луи Муане изучал теоретические и практические стороны часового дела, которым он уже давно страстно увлечён. Он возобновил общение со своим бывшим учителем, и очень скоро стал мастером. Начиная с 1800 года, создание часов занимало всё время Луи Муане. Он подолгу пребывал в Швейцарии, от Юрских гор до Валле-де-Жу, где встречался с прославленными часовщиками, среди которых Жак-Фредерик Урье, и приобретает необходимые для часового дела инструменты. Луи Муане назначается президентом Парижского хронометрического общества, объединяющего талантливейших мастеров того времени. Целью общества является «развитие и поощрение часового мастерства как одного из прекраснейших творений человеческого разума». Будучи президентом, Луи Муане поддерживает постоянную связь со своими коллегами: Луи Бертудом, Антидом Жанвье, Луи-Фредериком Перреле, Жозефом Виннерлем, а также с Бенджамином Вальями, личным часовщиком короля в Лондоне.

## Произведения Луи Муане

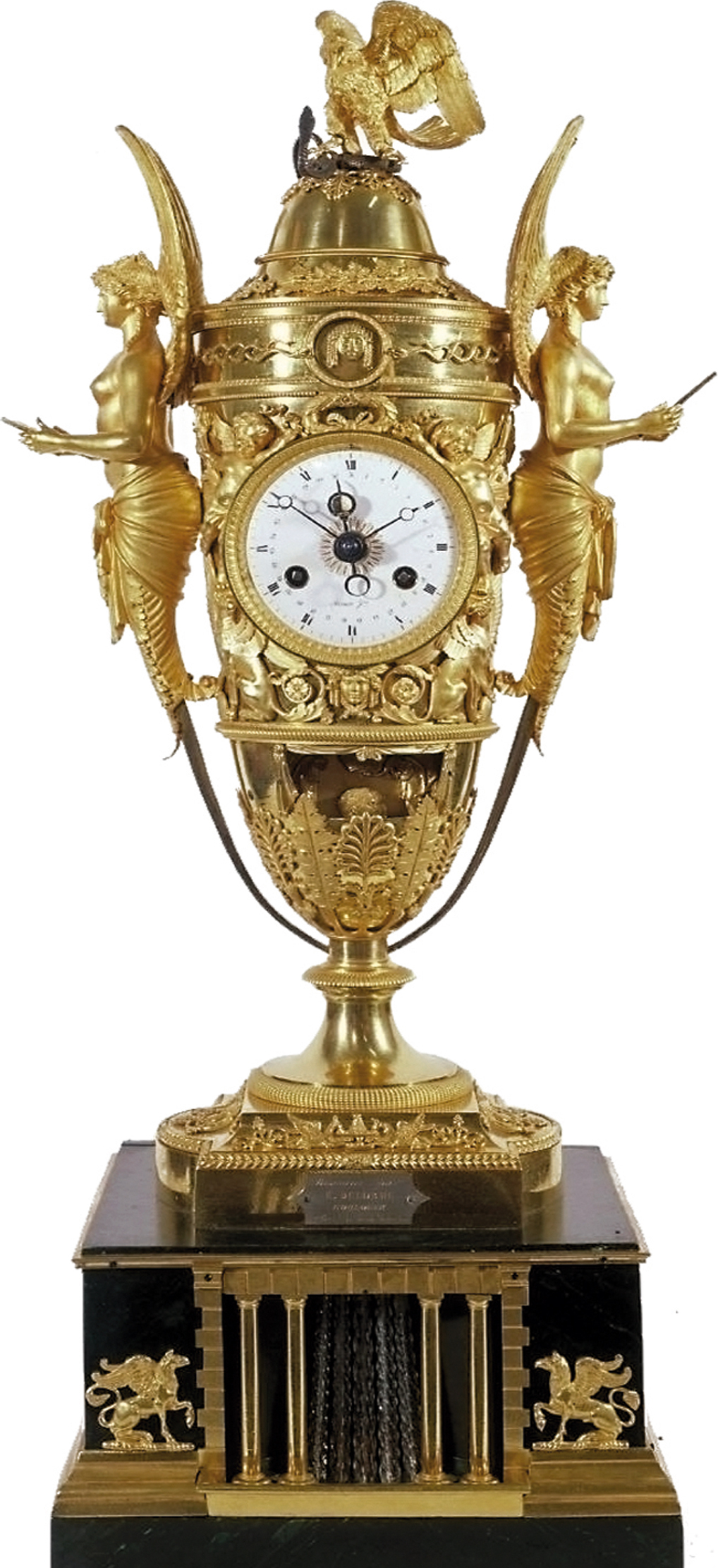

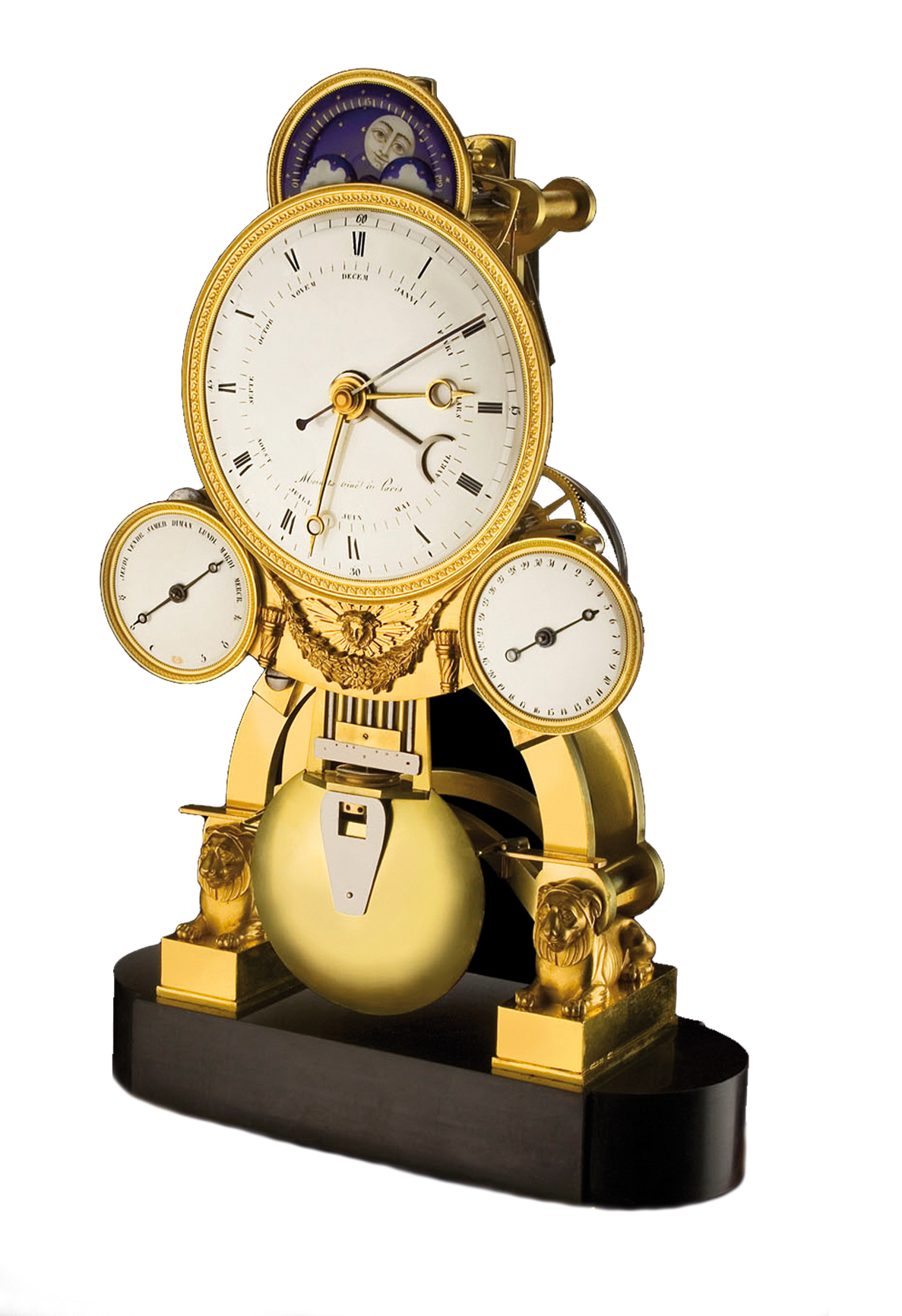

На протяжении многих лет, Луи Муане тесно сотрудничает с Абрахамом-Луи Бреге и становится его близким другом, доверенным лицом и советником. Мастеров объединяет общая страсть к часовому искусству. За свою жизнь Луи Муане создал большое количество исключительных часов для важных персон своего времени. Среди его клиентов были: Наполеон Бонапарт, американские президенты Томас Джефферсон и Джеймс Монро, английский король Георг IV, принц Эрнст Август Ганноверский, королева Мария Амалия Бурбон-Неаполитанская, король Неаполя маршал Иоахим Мюрат, маршал Ней и многие другие коронованные особы по всей Европе. Несколько интересных историй связано с этими часами, которые создавались в сотрудничестве со знаменитым скульптором-бронзовщиком Томиром. Так, Томас Джефферсон, подписавший Декларацию независимости, знакомится с Луи Муане во время своей работы в качестве посла США в Париже. Он указывает мастеру на три главных характеристики будущего творения: красоту, надежность и полезность. Очевидно, что Томас Джефферсон остался чрезвычайно доволен своими часами, которые сопровождали его в течение двух сроков в Белом доме и прослужили до конца его дней. Часы Джеймса Монро являются одним из подлинных экспонатов Белого дома. Они были куплены в Париже в 1817 году, вместе с другими декоративными предметами интерьера, чтобы украсить Белый дом, сожженный англичанами в 1814 году и восстановленный архитектором Джеймсом Хобэном. Большая часть этих предметов была утрачена со временем, и на сегодняшний день сохранилось лишь несколько экспонатов, свидетелей той эпохи, одним из них и являются знаменитые часы «Минерва», изготовленные Муане и Томиром. Что же касается часов «Наполеон», они были созданы в 1806 году. Часы имеют недельный запас хода, показывают часы, минуты и дату, но их главная особенность заключается в необычном механизме, указывающем фазу луны внутри стрелки дней недели при помощи маленького шарика из слоновой кости. Кроме того, как только запускается музыкальная шкатулка, разыгрывается коронация Наполеона и Жозефины: хитроумный механизм помещает на их головы императорские короны.
В наши дни шедевры Муане хранятся в главных музеях мира, таких как парижский Лувр, Версальский дворец, Палаццо Питти во Флоренции, усадьба Монтичелло и Белый дом в США.

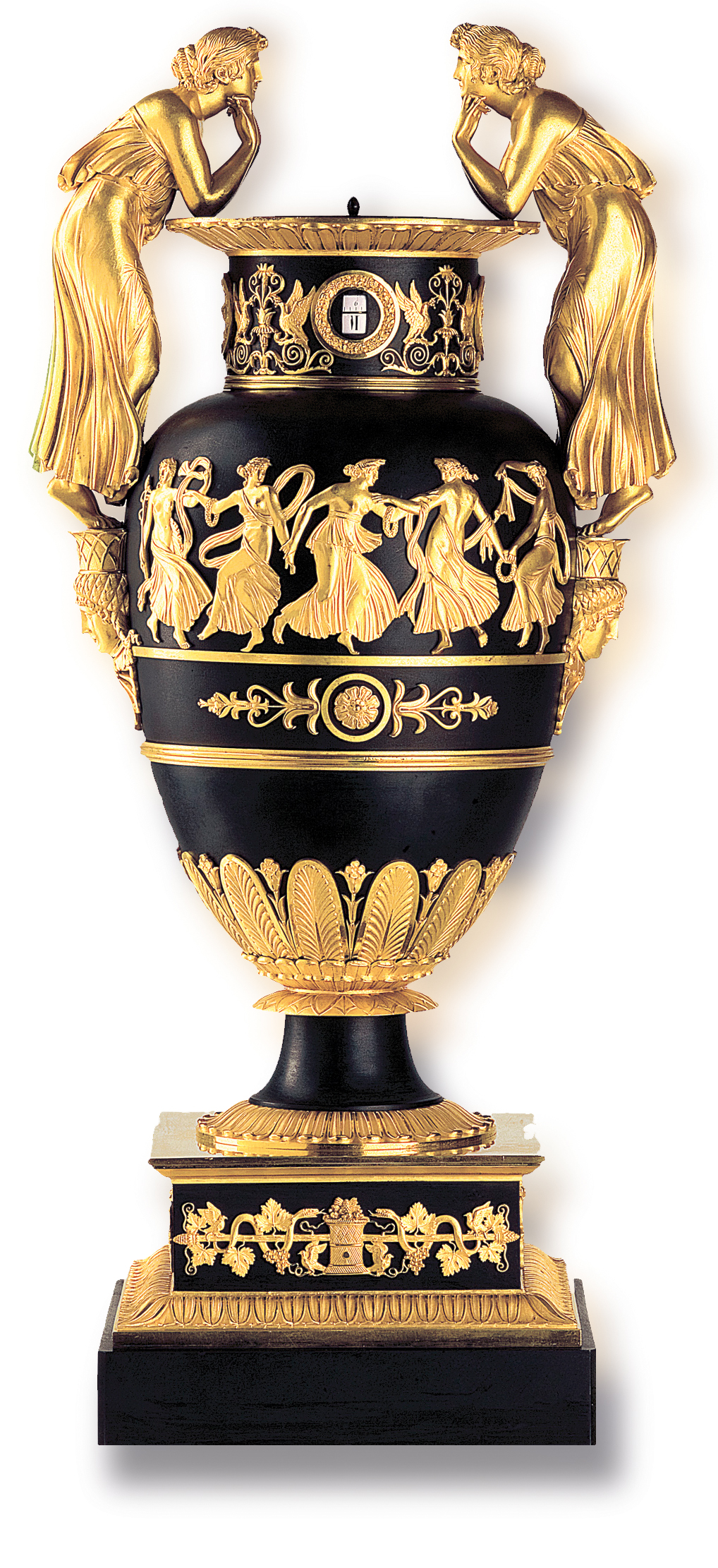

## Изобретения

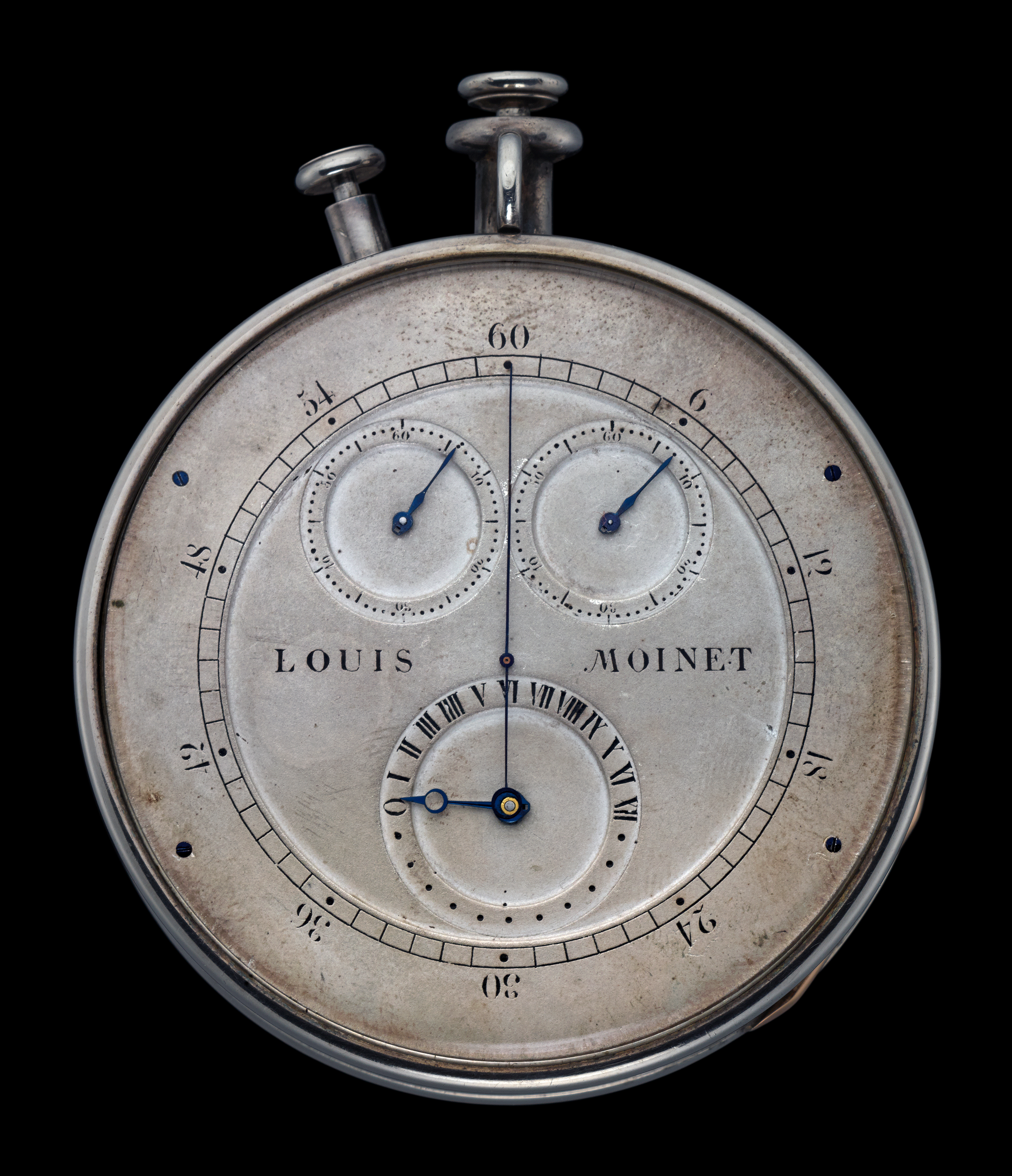

Специализируясь на создании точных измерительных приборов, Луи Муане изготавливает часовые механизмы для мореплавания, астрономии и гражданской отрасли. Изобретательный ученый, он улучшает технологии и становится автором нескольких значительных инноваций. Самым значимым изобретением стал созданный в 1816 году «счетчик терций», благодаря которому Луи Муане называют изобретателем хронографа. Уникальный «счетчик терций» (слова «хронограф» ещё не существовало) был способен измерять время с точностью до 1/60 доли секунды, совершал 216 000 полуколебаний в час и был снабжен механизмом возврата стрелок на ноль. Таким образом, Луи Муане стал пионером в деле создания сложных хронометров с высокой частотой спускового механизма, на сто лет опередив первые разработки в этой сфере. Изделия Луи Муане выставляются в рамках всемирных выставок. Сначала, в 1851 году, в Лондоне, верный своим традициям, Луи Муане представляет хронометр, впервые снабженный годовым календарём и индикацией дня недели. Позже, в 1900 году, в рамках всемирной выставки в Париже у подножия Эйфелевой башни посетители могли полюбоваться часами «Наполеон».
Луи Муане также создает часы с будильником, часы-регулятор и астрономические часы. Неутомимый новатор, он разрабатывает удивительные конструкции, такие как карманные часы различных калибров с особой системой передачи, где все сцепления выполнены при помощи двенадцатизубой шестерни. Кроме того, для улучшения хода часов, он изобретает пружину для заводного барабана с зубчатым венцом. Цвет этой пружины после закаливания в печи он поэтически называет «полузрелой красной вишней». Луи Муане разрабатывает новый мост баланса, облегчающий завод часов. Плодом неутомимых трудов становится конструкция, позволяющая перемещать колонку спирали для регулирования спуска без необходимости разбирать часы. Наконец, он отлаживает и вручную доводит до совершенства колесный механизм морских часов, чтобы обеспечить их точность согласно расчетам, приведенным в его Трактате об учёте времени.
Педантичный и невероятно скромный человек, Луи Муане стремится содействовать развитию любимого искусства, а не заработать на нём деньги. Именно поэтому он свободно делится своими новаторскими идеями с другими часовщиками своего времени.

## «Трактат об учёте времени»

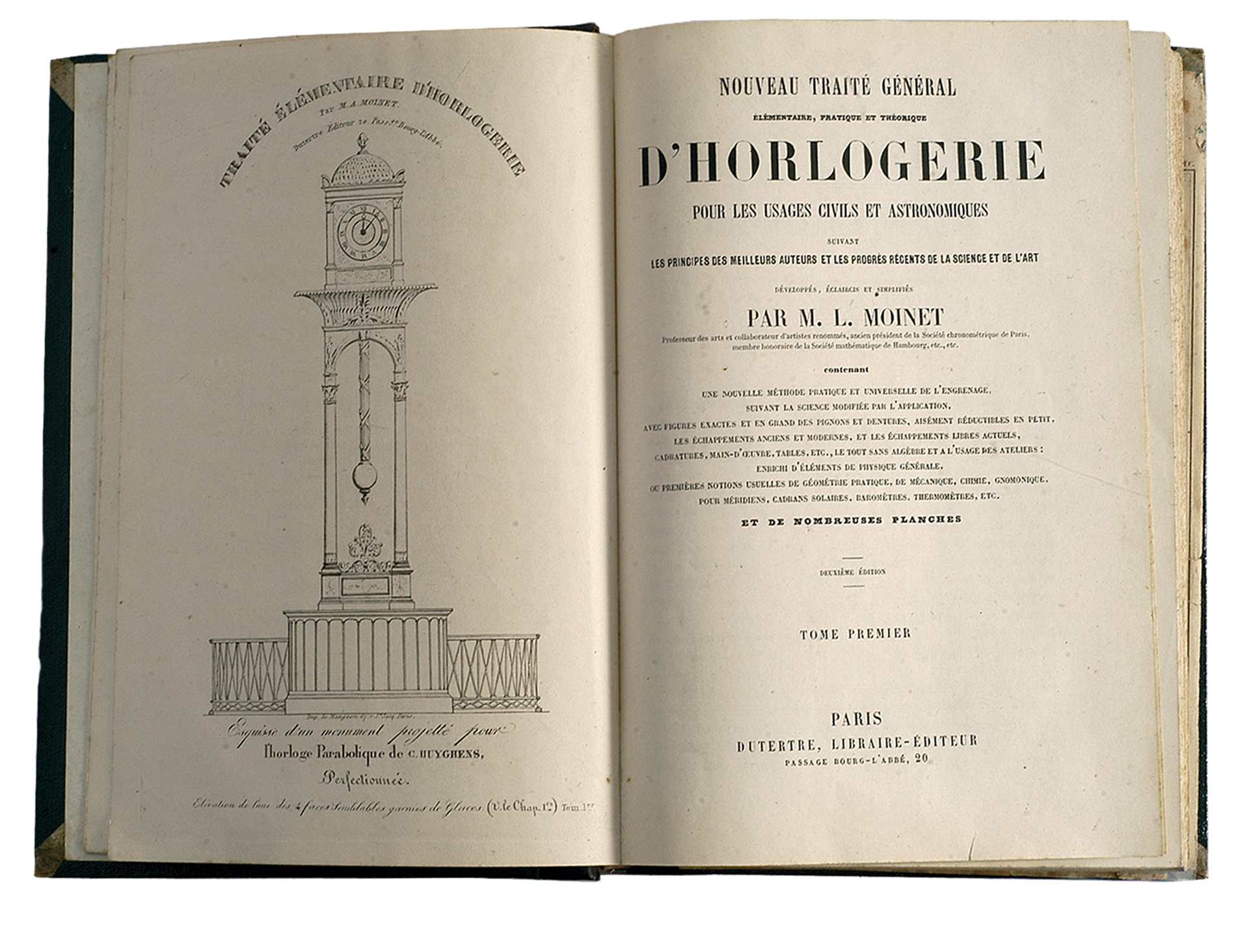
Premières pages du Traité d’Horlogerie écrit par Louis Moinet.

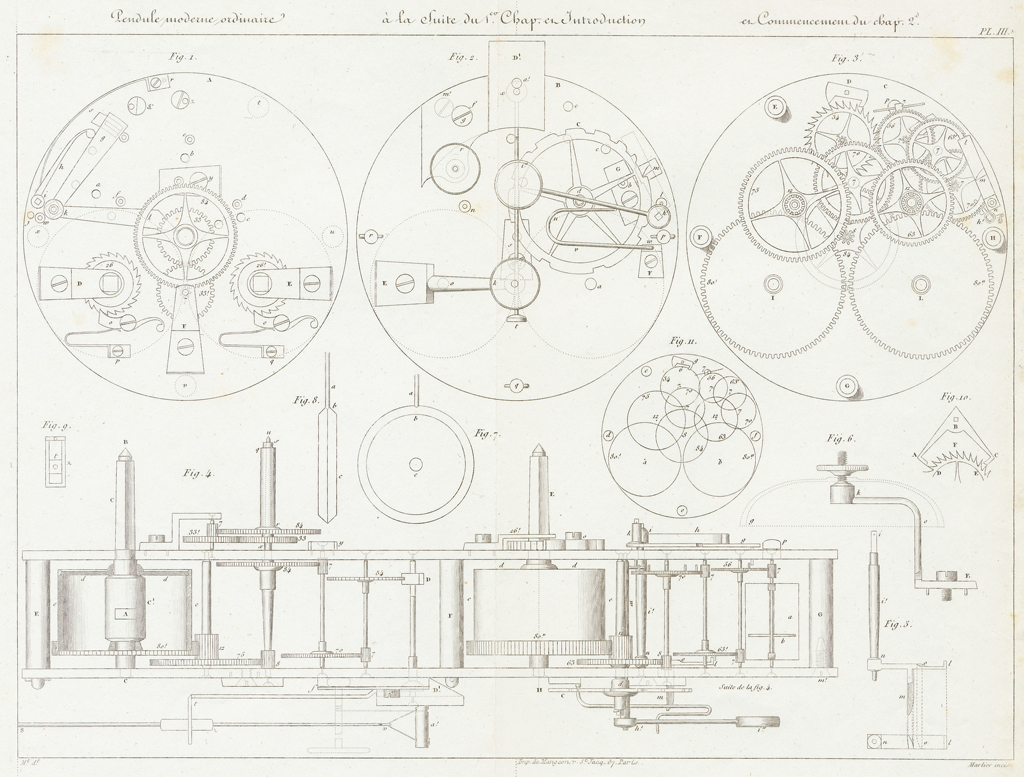
Planche du Traité d’Horlogerie -
«Pendule moderne ordinaire».

Луи Муане известен во многом благодаря своему «Трактату об учёте времени», опубликованному в 1848 году и считающемся самым красивым изданием о часовом мастерстве того века. В нём Луи Муане описывает лучшие часовые методики, высоко оцененные известными часовщиками эпохи, такими как Фродшам, Перреле, Сонье и Виннерль, а также учеными и любителями часового дела. Среди многочисленных читателей энциклопедии Луи Муане был и Александр, принц Оранский. Энциклопедия часового искусства стала столь популярной, что переиздавалась трижды и дошла даже до России. Луи Муане посвятил двадцать лет своей жизни составлению этого двухтомного труда, оставшегося актуальным и в наше время. Он содержит помимо всего практичный и универсальный метод построения зубчатой передачи, воплотивший научные знания на практике.
Умер в Париже, 21 мая 1853 года, в возрасте 85 лет.